# Hardy County
Hardy County ist ein County im Bundesstaat West Virginia der Vereinigten Staaten. Der Verwaltungssitz (County Seat) ist Moorefield. Das U.S. Census Bureau hat bei der Volkszählung 2020 eine Einwohnerzahl von 14.299 ermittelt.

## Geographie
Das County liegt im Nordosten von West Virginia, grenzt im Osten an Virginia und hat eine Fläche von 1514 Quadratkilometern, wovon drei Quadratkilometer Wasserfläche sind. Es grenzt im Uhrzeigersinn an folgende Countys: Hampshire County, Frederick County (Virginia), Shenandoah County (Virginia), Rockingham County (Virginia), Pendleton County und Grant County.

## Geschichte
Hardy County wurde am 17. Oktober 1785 aus Teilen des Hampshire County gebildet. Benannt wurde es nach Samuel Hardy, einem Juristen und Staatsmann aus Virginia sowie Mitglied des Kontinentalkongresses.

## Demografische Daten

Alterspyramide des Hardy County

Nach der Volkszählung im Jahr 2000 lebten im Hardy County 12.669 Menschen in 5.204 Haushalten und 3.564 Familien. Die Bevölkerungsdichte betrug 8 Einwohner pro Quadratkilometer. Ethnisch betrachtet setzte sich die Bevölkerung zusammen aus 96,87 Prozent Weißen, 1,93 Prozent Afroamerikanern, 0,16 Prozent amerikanischen Ureinwohnern, 0,14 Prozent Asiaten und 0,23 Prozent aus anderen ethnischen Gruppen; 0,67 Prozent stammten von zwei oder mehr Ethnien ab. 0,66 Prozent der Bevölkerung waren spanischer oder lateinamerikanischer Abstammung.
Von den 5.204 Haushalten hatten 29,6 Prozent Kinder und Jugendliche unter 18 Jahre, die bei ihnen lebten. 56,1 Prozent waren verheiratete, zusammenlebende Paare, 8,6 Prozent waren allein erziehende Mütter, 31,5 Prozent waren keine Familien, 27,0 Prozent waren Singlehaushalte und in 12,2 Prozent lebten Menschen im Alter von 65 Jahren oder darüber. Die Durchschnittshaushaltsgröße betrug 2,42 und die durchschnittliche Familiengröße lag bei 2,92 Personen.
Auf das gesamte County bezogen setzte sich die Bevölkerung zusammen aus 23,3 Prozent Einwohnern unter 18 Jahren, 7,6 Prozent zwischen 18 und 24 Jahren, 28,8 Prozent zwischen 25 und 44 Jahren, 25,4 Prozent zwischen 45 und 64 Jahren und 14,9 Prozent waren 65 Jahre alt oder darüber. Das Durchschnittsalter betrug 39 Jahre. Auf 100 weibliche Personen kamen 97,5 männliche Personen. Auf 100 Frauen im Alter von 18 Jahren oder darüber kamen statistisch 96,7 Männer.

Das jährliche Durchschnittseinkommen eines Haushalts betrug 31.846 USD, das Durchschnittseinkommen der Familien betrug 37.003 USD. Männer hatten ein Durchschnittseinkommen von 28.032 USD, Frauen 18.798 USD. Das Prokopfeinkommen betrug 15.859 USD. 10,5 Prozent der Familien und 13,1 Prozent der Bevölkerung lebten unterhalb der Armutsgrenze. Davon waren 13,1 Prozent Kinder oder Jugendliche unter 18 Jahre und 20,2 Prozent waren Menschen über 65 Jahre.